# Albert Ehnstedt
Albert Herman Ehnstedt, född 21 augusti 1867 i Linköpings församling, Östergötlands län, död 10 november 1927 i Engelbrekts församling, Stockholm, var en svensk kammarmusiker.

## Biografi
Albert Ehnstedt föddes 1867 i Linköpings församling. Han arbetade 1894–1922 som oboist i Kungliga Hovkapellet och tilldelades 6 juni 1918 Litteris et Artibus. Ehnstedt invaldes 1924 som associé i Kungliga Musikaliska Akademien. Han avled 1927 i Engelbrekts församling, Stockholm.

### Familj
Ehnstedt var gift med Ingeborg Katarina Risenius. De fick tillsammans dottern Karin Wilhelmina Ehnstedt (född 1902) som var gift med kontrollören Oscar Lindman.